# Bryan Adams
Bryan Guy Adams (5. studenog 1959.) kanadski je kantautor, gitarist i fotograf. Njegova pjesma "(Everything I Do) I Do It for You" iz 1991. godine provela je 16 tjedana na broju jedan britanske top ljestvice, što je još uvijek važeći rekord.

## Diskografija

### Studijski albumi
- Bryan Adams (1980.)
- You Want It You Got It (1981.)
- Cuts Like a Knife (1983.)
- Reckless (1984.)
- Into the Fire (1987.)
- Waking Up the Neighbours (1991.)
- 18 til I Die (1996.)
- On a Day Like Today (1998.)
- Spirit: Stallion of the Cimarron (soundtrack) (2002.)
- Room Service (2004.)
- 11 (2008.)
- Tracks of My Years (2014.)
- Get Up (2015.)
- Shine a Light (2019.)
- So Happy It Hurts (2022.)

### Kompilacijski albumi
- Hits On Fire (1988.)
- So Far So Good (1993.)
- The Best of Me (1999.)
- Anthology (2005.)
- Icon (2010.)

## Vanjske poveznice
- Službena stranica